# Ostnica

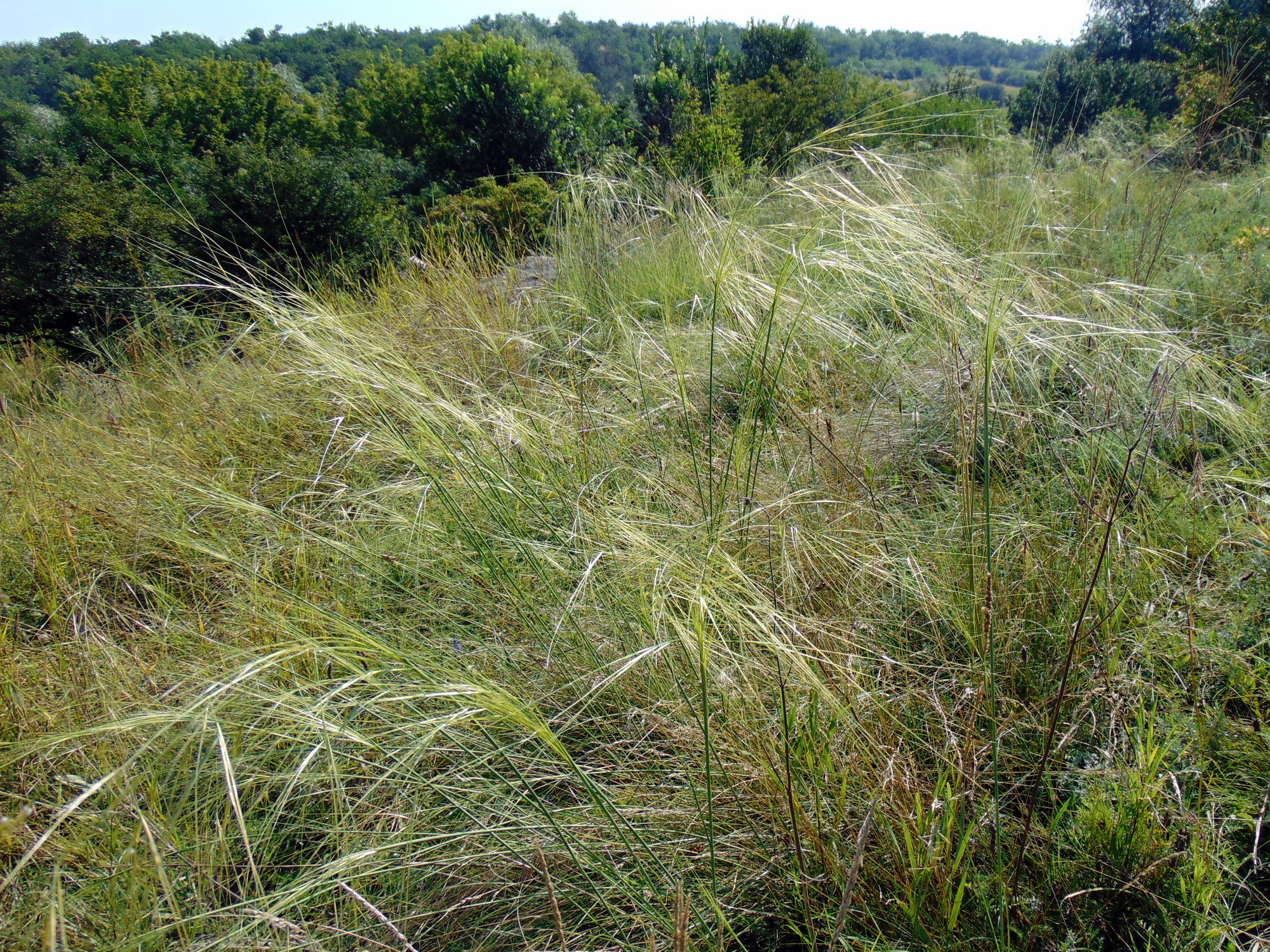
Ostnica włosowata

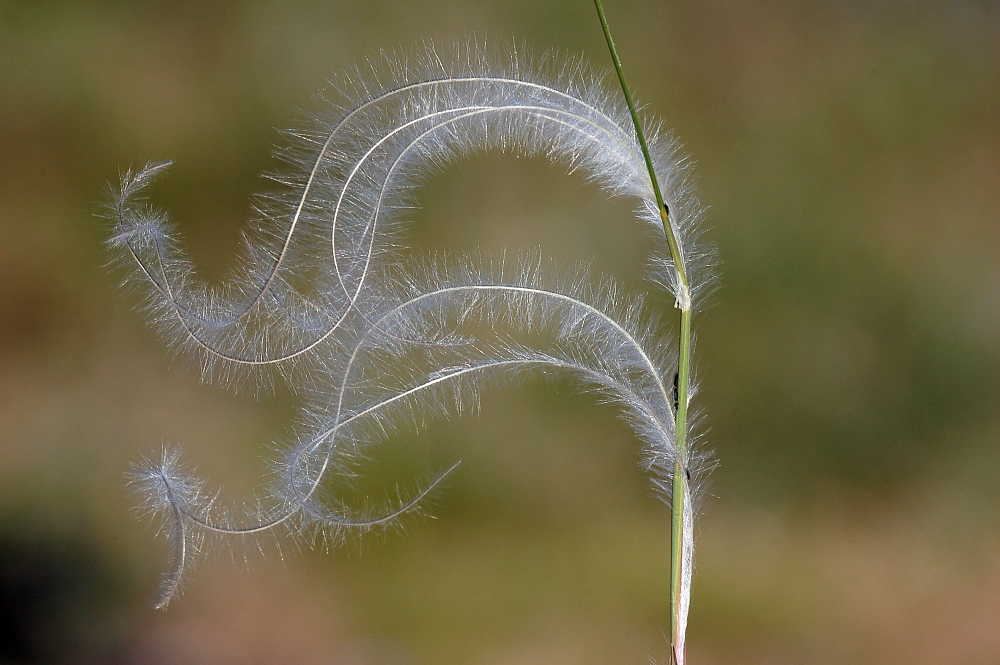
Ostnica piórkowata

Ostnica (Stipa L.) – rodzaj roślin z rodziny wiechlinowatych (Poaceae). W tradycyjnym ujęciu był to szeroko ujmowany rodzaj, obejmujący około 300 gatunków szeroko rozprzestrzenionych na obu półkulach. Współcześnie ujęcie rodzaju jest węższe – zaliczanych jest tu ok. 150 gatunków występujące w Europie, Azji i północnej Afryce. Do flory Polski należy pięć gatunków: ostnica włosowata Stipa capillata, ostnica powabna Stipa pulcherrima, ostnica piórkowata Stipa pennata, ostnica piaskowa Stipa borysthenica i ostnica murawowa Stipa eriocaulis (wg bazy taksonomicznej POWO Stipa pennata). Wszystkie są w Polsce rzadkie i objęte na stanowiskach naturalnych ochroną gatunkową.
Ostnice występują na suchych siedliskach w formacjach trawiastych, zwłaszcza na stepie. 

## Morfologia

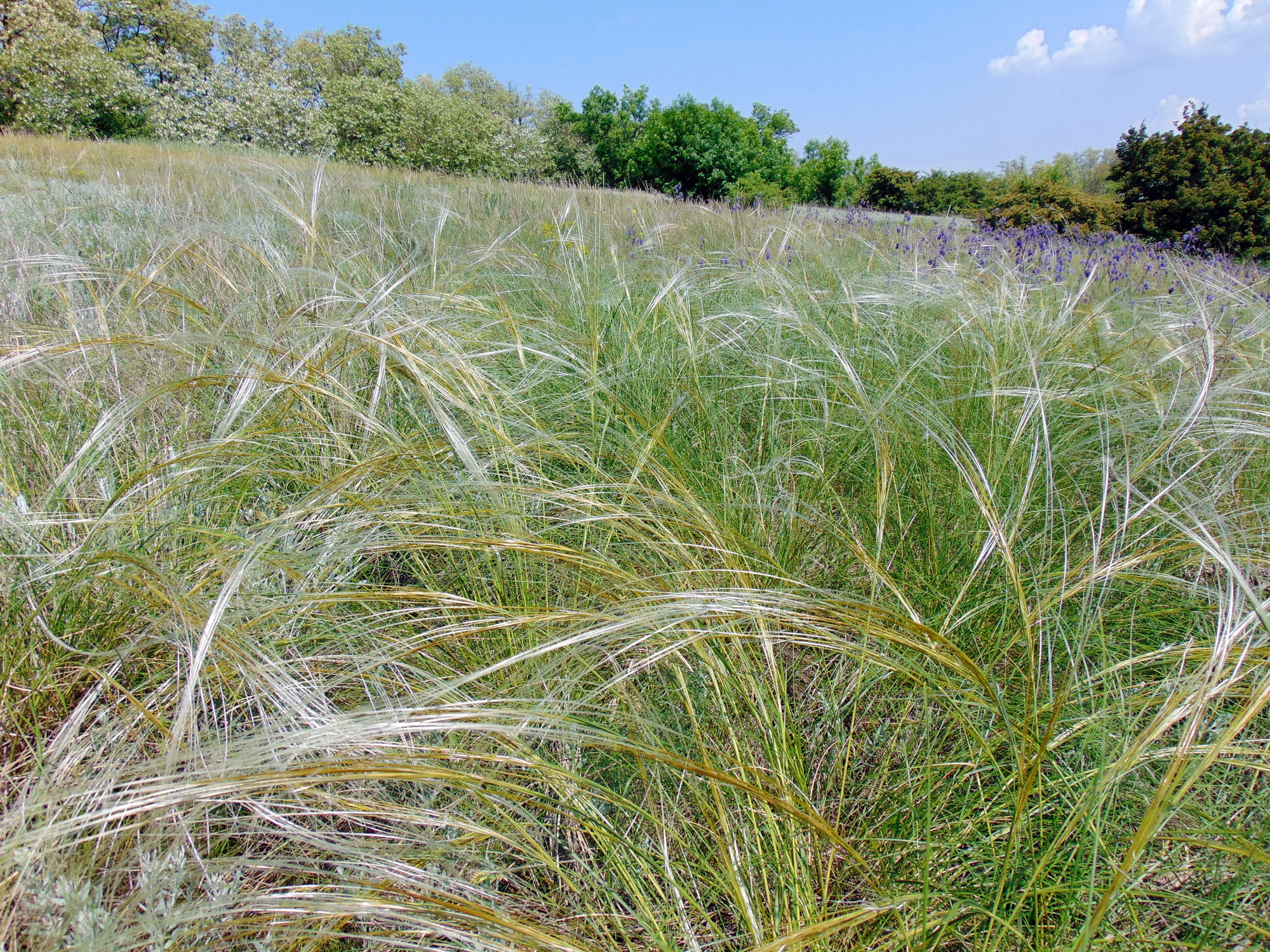
Ostnica powabna

Trawy kępiaste, bez rozłogów, z trwałymi pochwami liściowymi u nasady pędów. Liście szczeciniaste do nitkowatych, z otwartymi na całej długości pochwami liściowymi. Kwiatostan typu wiechy, zwykle ścieśnionej, z kłoskami jednokwiatowymi, z plewami dłuższymi od kwiatów.

## Systematyka
Pozycja systematyczna
Rodzaj z rodziny wiechlinowatych (Poaceae), rzędu wiechlinowców (Poales). W obrębie rodziny należy do podrodziny wiechlinowych (Pooideae), plemienia Stipeae.
Wykaz gatunków
- Stipa academica Hicken
- Stipa × adamii M.Nobis
- Stipa adoxa Klokov & Osychnyuk
- Stipa aktauensis Roshev.
- Stipa × alaica Pazij
- Stipa × albasiensis L.Q.Zhao & K.Guo
- Stipa aliena Keng
- Stipa almeriensis F.M.Vázquez
- Stipa annua Mez
- Stipa apertifolia Martinovský
- Stipa arabica Trin. & Rupr.
- Stipa araxensis Grossh.
- Stipa argillosa Kotukhov
- Stipa asperella Klokov & Osychnyuk
- Stipa × assyriaca Hand.-Mazz.
- Stipa atlantica P.A.Smirn.
- Stipa austroaltaica Kotukhov
- Stipa austroitalica Martinovský
- Stipa austromongolica M.Nobis
- Stipa badachschanica Roshev.
- Stipa baicalensis Roshev.
- Stipa balansae H.Scholz
- Stipa × balkanabatica M.Nobis & P.D.Gudkova
- Stipa barbata Desf.
- Stipa barrancaensis F.A.Roig
- Stipa basiplumosa Munro ex Hook.f.
- Stipa bavarica Martinovský & H.Scholz
- Stipa bomanii Hauman
- Stipa borysthenica Klokov ex Prokudin – ostnica piaskowa
- Stipa brachyptera Klokov
- Stipa × brevicallosa M.Nobis
- Stipa breviflora Griseb.
- Stipa breviseta Caro & E.A.Sánchez
- Stipa × brozhiana M.Nobis
- Stipa bungeana Trin.
- Stipa capillacea Keng
- Stipa capillata L. – ostnica włosowata
- Stipa caucasica Schmalh.
- Stipa chingii Hitchc.
- Stipa conferta Poir.
- Stipa × consanguinea Trin. & Rupr.
- Stipa cretacea P.A.Smirn.
- Stipa × czerepanovii Kotukhov
- Stipa daghestanica Grossh.
- Stipa dasyphylla (Lindem.) Czern. ex Trautv.
- Stipa dasyvaginata Martinovský
- Stipa diastrophica F.A.Roig
- Stipa dickorei M.Nobis
- Stipa donetzica Chuprina
- Stipa dregeana Steud.
- Stipa drobovii (Tzvelev) Czerep.
- Stipa durifolia Parodi ex Torres
- Stipa × dzungarica M.Nobis
- Stipa ehrenbergiana Trin. & Rupr.
- Stipa endotricha Martinovský
- Stipa × fallacina Klokov & Osychnyuk
- Stipa × fallax M.Nobis & A.Nowak
- Stipa gaubae Bor
- Stipa × gegarkunii P.A.Smirn.
- Stipa glareosa P.A.Smirn.
- Stipa × gnezdilloi Pazij
- Stipa gracilis Roshev.
- Stipa grandis P.A.Smirn.
- Stipa hans-meyeri Pilg.
- Stipa henrardiana Parodi
- Stipa henryi Rendle
- Stipa × heptapotamica Golosk.
- Stipa himalaica Roshev.
- Stipa × hissarica M.Nobis
- Stipa hoggarensis Chrtek & Martinovský
- Stipa hohenackeriana Trin. & Rupr.
- Stipa holosericea Trin.
- Stipa iberica Martinovský
- Stipa illimanica Hack.
- Stipa iranica Freitag
- Stipa isoldeae H.Scholz
- Stipa issaevii Mussajev & Sadychov
- Stipa juncea L.
- Stipa juncoides Speg.
- Stipa × kamelinii Kotukhov
- Stipa karakabinica Kotukhov
- Stipa karataviensis Roshev.
- Stipa karjaginii Mussajev & Sadychov
- Stipa kempirica Kotukhov
- Stipa keniensis (Pilg.) Freitag
- Stipa khovdensis L.Q.Zhao
- Stipa kirghisorum P.A.Smirn. – ostnica kirgiska
- Stipa klimesii M.Nobis
- Stipa korshinskyi Roshev.
- Stipa kotuchovii M.Nobis
- Stipa krylovii Roshev.
- Stipa lagascae Roem. & Schult. – ostnica olbrzymia
- Stipa larisae Ostapko
- Stipa leptogluma Pilg.
- Stipa lessingiana Trin. & Rupr. – ostnica Lessinga
- Stipa letourneuxii Trab.
- Stipa lingua Junge
- Stipa lipskyi Roshev.
- Stipa longiplumosa Roshev.
- Stipa macbridei Hitchc.
- Stipa macroglossa P.A.Smirn.
- Stipa magnifica Junge
- Stipa × majalis Klokov
- Stipa × manrakica Kotukhov
- Stipa margelanica P.A.Smirn.
- Stipa martinovskyi Klokov
- Stipa mayeri Martinovský
- Stipa media (Speg.) Caro
- Stipa meridionalis F.M.Vázquez & Devesa
- Stipa milleana Hitchc.
- Stipa mongolorum Tzvelev
- Stipa munroana Bor
- Stipa nachiczevanica Mussajev & Sadychov
- Stipa narynica M.Nobis
- Stipa neaei Nees ex Steud.
- Stipa nitens (Ball) Ball
- Stipa novakii Martinovský
- Stipa obtusa (Nees & Meyen) Hitchc.
- Stipa offneri Breistr.
- Stipa okmirii A.V.Dengubenko
- Stipa orientalis Trin.
- Stipa ovczinnikovii Roshev.
- Stipa pachypus Pilg.
- Stipa penicillata Hand.-Mazz.
- Stipa pennata L. – ostnica piórkowata
- Stipa petriei Buchanan
- Stipa plumosa Trin.
- Stipa pogonathera É.Desv.
- Stipa polyclada Hack.
- Stipa pontica P.A.Smirn.
- Stipa przewalskyi Roshev.
- Stipa × pseudocapillata Roshev.
- Stipa × pseudomacroglossa M.Nobis
- Stipa psylantha Speg.
- Stipa pugionata Caro & E.A.Sánchez
- Stipa pulcherrima K.Koch – ostnica powabna
- Stipa pungens Nees & Meyen
- Stipa purpurea Griseb.
- Stipa rechingeri Martinovský
- Stipa regeliana Hack.
- Stipa richteriana Kar. & Kir.
- Stipa rigidiseta (Pilg.) Hitchc.
- Stipa roborowskyi Roshev.
- Stipa rohmooiana Noltie
- Stipa rosea Hitchc.
- Stipa sareptana A.K.Becker
- Stipa scholzii Valdés
- Stipa scirpea Speg.
- Stipa sczerbakovii Kotukhov
- Stipa sicula Moraldo, la Valva, Ricciardi & Caputo
- Stipa sosnowskyi Seredin
- Stipa subaristata (Matthei) Caro & E.A.Sánchez
- Stipa × subdrobovii M.Nobis & A.Nowak
- Stipa subplumosa Hicken ex F.A.Roig
- Stipa subsessiliflora (Rupr.) Roshev.
- Stipa syreistschikowii P.A.Smirn.
- Stipa × tadzhikistanica M.Nobis
- Stipa × talassica Pazij
- Stipa tianschanica Roshev.
- Stipa tigrensis Chiov.
- Stipa tirsa Steven
- Stipa tortuosa É.Desv.
- Stipa transcarpatica Klokov
- Stipa trichoides P.A.Smirn. – ostnica włosista
- Stipa turkestanica Hack.
- Stipa × tzveleviana Kotukhov
- Stipa × tzvelevii Ikonn.
- Stipa ucrainica P.A.Smirn.
- Stipa venusta Phil.
- Stipa × zaissanica Kotukhov
- Stipa zalesskyi Wilensky ex Grossh.
- Stipa zeravshanica M.Nobis
- Stipa zhadaensis L.Q.Zhao & K.Guo
- Stipa zuvantica Tzvelev

## Zastosowanie
Są to trawy o niskiej wartości pokarmowej. Skarmiane mogą być ewentualnie tylko za młodu. Niektóre gatunki wykorzystywane są w niektórych krajach do produkcji papieru i wykorzystywane są do celów dekoracyjnych. Niektóre zaliczane tu tradycyjnie i uprawiane gatunki są współcześnie przeklasyfikowane do odrębnych rodzajów. Dotyczy to np. ostnicy esparto (ostnicy mocnej) współcześnie klasyfikowanej jako Macrochloa tenacissima oraz nasseli drobnokwiatowej (ostnicy drobnokwiatowej Stipa tenuissima) współcześnie klasyfikowanej jako Nassella tenuissima.